# 圣菲利普代吉耶
圣菲利普代吉耶（法語：Saint-Philippe-d'Aiguille，法語發音：[sɛ̃ filip dɛɡɥij]）是法国吉伦特省的一个市镇，属于利布尔讷区。

## 地理
圣菲利普代吉耶（44°54'48"N, 0°1'51"W）面积5.87 平方千米，位于法国新阿基坦大区吉倫特省，该省份为法国西南部沿海省份，是法國本土面积最大的省，北起滨海夏朗德省，西临大西洋，南至朗德省，东南接洛特-加龍省，东临多爾多涅省。
与圣菲利普代吉耶接壤的市镇（或旧市镇、城区）包括：加尔德冈和图尔蒂拉克、皮斯甘、圣西巴尔、圣热内斯-德卡斯蒂永、莱萨勒德卡斯蒂永。

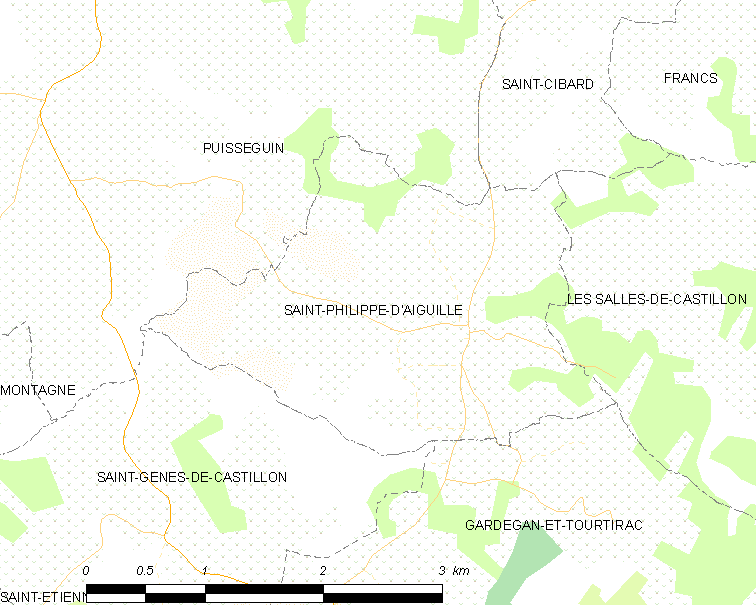
圣菲利普代吉耶的OSM定位图

圣菲利普代吉耶的时区为UTC+01:00、UTC+02:00（夏令时）。

## 行政
圣菲利普代吉耶的邮政编码为33350，INSEE市镇编码为33461。

## 政治
圣菲利普代吉耶所属的省级选区为多尔多涅山丘县。

## 人口

1962-2008年间圣菲利普代吉耶人口变化图示

圣菲利普代吉耶于2022年1月1日时的人口数量为383人。